# Knitting Factory
La Knitting Factory è una catena di night club alternativi statunitensi che tiene concerti di rock, jazz e musica sperimentale oltre che di spettacoli artistici e di intrattenimento. Dopo aver inaugurato il primo locale nel 1987 a New York, la Knitting Factory aprì altre sedi in diverse città degli Stati Uniti, fra cui Boise (Idaho), Reno (Nevada), Spokane (Washington) e Brooklyn (New York).

## Storia

### I primi anni (1987-1999)
Il Knitting Factory era inizialmente una galleria d'arte e un locale per concerti jazz e di musica sperimentale che fu inaugurato nel 1987 da Michael Dorf, Louis Spitzer e Bob Appel. La sua location era situata al numero 47 di Houston Street, a poca distanza dal CBGB e dal Bottom Line di Manhattan (New York). Dopo pochi anni, il Knitting Factory si trasferì nella più spaziosa sede del 74 Leonard St di Manhattan e iniziò ad abbracciare generi musicali come il pop e il rock indipendenti. A partire dagli anni novanta, i proprietari del Knitting Factory iniziarono a trasmettere i concerti che si tenevano nel locale alla radio e a sponsorizzare il What is Jazz? Festival (che prenderà più tardi il nome di New York Jazz Festival). Nel 1998 fu inaugurata l'etichetta Knitting Factory Records.

### Inaugurazione di nuovi locali e cambio di sede (2000-2008)
Dorf aprì una nuova sede del Knitting Factory a Los Angeles nel 2000 controllata dalla capogruppo Knitting Factory Entertainment, KnitMedia. Nel 2002, la Knitting Factory prese il controllo della Instinct Records. Nel 2004, il fondatore di quest'ultima, Jared Hoffman, assunse il controllo della catena di night club, che era precedentemente gestita da Dorf. Nel 2006, Hoffman prese il controllo di due locali di Boise (Idaho) e Spokane (Washington) gestiti dalla Bravo e li rese parte integrante della Knitting Factory.
Nel 2008, Hoffman fu rimpiazzato da Morgan Margolis in qualità di CEO della catena. Nel luglio dello stesso anno, la sede madre della Knitting Factory fu trasferita al numero 361 di Metropolitan Avenue di Williamsburg, a Brooklyn. In questa nuova ubicazione iniziarono a esibirsi diversi attori di stand-up comedy, tra cui Hannibal Buress, Seth Herzog, Che Bridgett, Dan Ilic e Pete Davidson. Nello stesso periodo, fu inaugurata la temporanea sede Knitting Factory di Tribeca, a Manhattan. In questo periodo, le sedi di New York e Hollywood tenevano ogni anno oltre 5.000 spettacoli dal vivo.

### Gli ultimi anni (2009-oggi)
Nel luglio 2009, furono chiuse le location Knitting Factory di Los Angeles e di Manhattan. La sede principale fu trasferita nel locale di Brooklyn. Nel marzo 2016, fu anche chiusa la Knitting Factory di Reno.